# 獅鮋
獅鮋，為輻鰭魚綱鮋形目鮋亞目鮋科的其中一種，為熱帶海水魚，分布於中西太平洋菲律賓海域，棲息深度123公尺，體長可達8.4公分，棲息在底層水域，生活習性不明。